# Peter Fröjdfeldt
Peter Fröjdfeldt (ur. 14 listopada 1963 w Eskilstunie) – szwedzki sędzia piłkarski klasy międzynarodowej. Został nominowany przez UEFA jako główny sędzia podczas Mistrzostw Europy w Piłce Nożnej 2008.